# Зозуля Юрій Панасович
Юрій Панасович Зозуля (23 грудня 1927, Вінниця — 24 листопада 2021, Київ) — український радянський нейрохірург, академік НАМН України (1994), академік НАН України (2009). Доктор медичних наук — 1966, 1968 — професор. Директор Інституту нейрохірургії імені А. П. Ромоданова НАМН України (1993—2013).
Заслужений діяч науки УРСР (1978), двічі лауреат Державної премії України в галузі науки і техніки (1996, 2001).

## З життєпису
У 1950 закінчив Вінницький медичний інститут і з цього ж року працював в Київському НДІ нейрохірургії (з 1961 — завідувач відділу, з 1964 — заступник директора по науковій роботі, з 1993 по 2013 — директор). Основні праці присвячені питанням діагностики і хірургії пухлин, судинних захворювань головного мозку та дослідженням мозкового кровообігу при цих патологічних процесах.

Могила Юрія Зозулі, Берковецьке кладовище

Нагороджений орденами «Знак Пошани», «За заслуги» III ступеня (1997), князя Ярослава Мудрого V ступеня (2008), медалями. Заслужений діяч науки УРСР (1978), двічі лауреат Державної премії України в галузі науки і техніки (1996, 2001).
Віцепрезидент Національної академії медичних наук України, президент Української асоціації нейрохірургів. Головний редактор «Українського нейрохірургічного журналу».
Автор близько 675 наукових робіт, 50 авторських свідоцтв на винаходи.
Дружина — лікарка-нейроофтальмолог, кандидат медичних наук Людмила Зозуля (1927—2014).
Помер після важкої хвороби на 94-му році життя 24 листопада 2021 року. Похований разом із родиною на Берковецькому кладовищі (ділянка № 40, 50°29′52.70″ пн. ш. 30°23′48.20″ сх. д. / 50.4979722° пн. ш. 30.3967222° сх. д.).